# Terrestrial Planet Finder

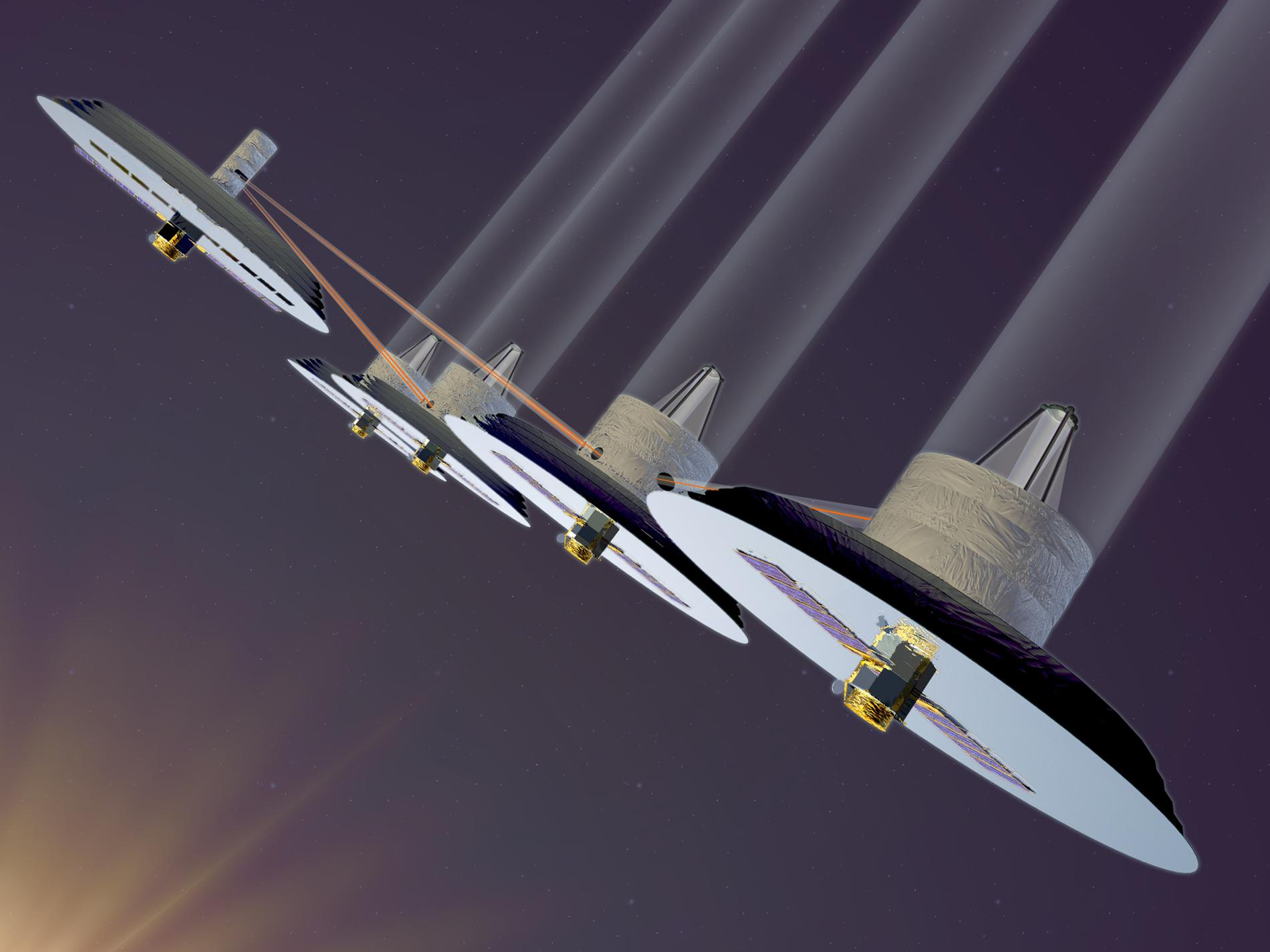
Terrestrial Planet Finder

El Terrestrial Planet Finder (TPF) és un projecte proposat per la NASA per construir un sistema de telescopis per detectar planetes extrasolars terrestres. Les 12 primeres estrelles prioritàries del projecte són.
| #  | Estrella destí   | Constel·lació | Distància (anys llum) | Tipus espectral |
| -- | ---------------- | ------------- | --------------------- | --------------- |
| 1  | Alpha Centauri A | Centaure      | 4,3                   | G2V             |
| 2  | Alpha Centauri B | Centaure      | 4,3                   | K1V             |
| 3  | Tau Ceti         | Cetus         | 11,9                  | G8V             |
| 4  | Eta Cassiopeiae  | Cassiopeia    | 19,4                  | G3V             |
| 5  | Beta Hydri       | Hidra Mascle  | 24,4                  | G2IV            |
| 6  | Delta Pavonis    | Gall Dindi    | 19,9                  | G8V             |
| 7  | Pi3 Orionis      | Orió          | 26,3                  | F6V             |
| 8  | Gamma Leporis    | Llebre        | 29,2                  | F7V             |
| 9  | Epsilon Eridani  | Eridà         | 10,5                  | K2V             |
| 10 | 40 Eridani       | Eridà         | 16,4                  | K1V             |
| 11 | Zeta Tucanae     | Tucà          | 28,0                  | F9,5V           |
| 12 | Epsilon Indi     | Indi          | 11,9                  | K5Ve            |